# 国鉄NC1形コンテナ
国鉄NC1形コンテナ（こくてつNC1がたコンテナ）は、1985年（昭和60年）に5 t級の汎用コンテナ登録が解禁されると同時に日本通運が所有し、日本国有鉄道およびそれを継承した日本貨物鉄道（JR貨物）輸送用として籍を編入していた、12 ft私有コンテナ（有蓋コンテナ）である。

## 概要
本コンテナは、製造メーカーにより多少の差異はあるもののC31形を基本として、一部にC35形の設計を取入れた造りとなっている。ただし、文献によっては広義の意味として、「C31形式をベースとしている」とも記されている。またコンテナ内部は、C35形とは異なり通常通りベニヤ板が貼り付けられて、湿気対策が施されている。1987年（昭和62年）4月の分割民営化でJR貨物が発足したため、その後の増備は中止となった。
その後、1990年（平成2年）度に全国通運所有のZC1形104個とともに、NC1形695個がJR貨物に譲渡された。しかし、1997年（平成9年）度以降、19D形や19G形などの新形コンテナの登場により、用途廃止 ・ 廃棄が進み、2007年（平成19年）度に全廃された。

## 特記事項
本来は国鉄以外の民間企業が、登録者側の自己都合により所有して「UC1形式」として登録される私有コンテナながらも、日本通運登録「NC1形式」と同業者である全国通運登録「ZC1形式」の両者の割り当てのみ、形式記号の頭一桁目の記号が異なっている。
これは、登録の前年に行なわれた1984年2月1日付けで、従来からの『ヤード集約輸送』が全国一斉に廃止された影響で、国鉄所有の有蓋貨車数万両を含む各種の貨車がコンテナ車や、各種の燃料 ・ セメント輸送用のタンク車 ・ 紙輸送(新聞紙用の原紙ロール)のほか、ごく一部の専用列車系列用の貨車を除き使用停止となり、大量の貨物輸送ができなくなってしまった。これに対して、翌年の1985年3月ダイヤ改正では国鉄が合理化で輸送できなくなってしまった貨物の一部となる、1.500万トン輸送体制に向けて、コンテナ列車を大増発して対応することになった。
ところが、もともとの伝統的なヤード集約輸送が引き金の一つとなり、発生し続けていた累積債務は約37兆円という天文学的な金額までに赤字が膨らんでいた。この影響により、あらたに1.500万トン輸送体制の計画には、当然ながら国鉄自身が従来から所有していた数万個の汎用コンテナだけでは到底足りず、またこれらのコンテナも日々の稼動で宿命的に傷み続けるので、傷みや廃棄処分に対応した修理や補充などの手当ても必要となっていた。しかし、すでにこれらに対応できる財源は枯渇していたものの、国鉄自らの都合でほとんどの貨物輸送を一斉に止めることによる社会的な影響は計り知れず、苦肉の策として1984年の貨物輸送停止と同時にあらたな新形式であるC35形式を緊急的に登場させた。
これは従来のコンテナ製造過程と比較して、製造工数（いわゆる、製造する手間）や材料費の削減を極限まで実施して生まれたC35形を、極力外注（製造メーカー）への発注数を削減し、代わりに国鉄が全国に配置していた自社工場や、車両センターなどの工作設備を動員してできる限り内製化を図り、わずか2年足らずで11,600個という大量生産にこぎ付けた。
さらに財政難を補う秘策として、1970年10月から私有コンテナ制度が正式に初じめて登場した以前より、すでに汎用5 tコンテナを国鉄自身が大量に所有し続けて貨物収入の主力としてきた事業と競合する事を恐れて、汎用5 tの私有コンテナ化を私有制度発足以来頑なに15年間にわたり認めてこなかった方針を転換して、民間資本を活用した大量のコンテナ増強を計画し、新形式による参加企業を募った。
このいわゆる「国鉄救済案」に応じたのが、古くから国鉄と一身同体的に全国各地のたとえ山奥のへき地に点在する小規模的な貨物取り扱い駅での、地場産業品などの集配業務を幅広く担っていた日本通運を筆頭に、また会社設立時よりつねに資本金の50%を保有する筆頭株主である国鉄の傘下系列子会社の全国通運、さらに会社設立時より今日まで大量のタンク車による石油製品を輸送しつづけ、また私有タンクコンテナやホッパコンテナの登場以来、大量の特殊コンテナをリースで供給し続けてきた日本石油輸送の三社であった。このうち、通風形式増備を選んだ日本石油輸送以外の二社が実質的には国鉄汎用コンテナの代用品増備策に参加し、見返りとして後年に国鉄が買い戻すことを参加の条件としていた。
また、日本石油輸送があえて通風コンテナを選びさらに後年に国鉄が買い取る契約をしなかった理由は、すでに前年の1984年5月に新しく開発した通風機能の構造が異なる数種類の通風／汎用兼用コンテナである、UV1形の試作品テスト輸送の結果により、近い将来に新型通風コンテナによるレンタル事業に新しく参入する計画を持っていたためである。これを日本通運などの汎用形増備開始と同時に、二年間で『通風／汎用兼用』タイプ（ 1.310個）および、『通風／簡易保冷兼用』タイプ（ 102個）の二種類を合わせて1.412個を独自に用意して、使い捨てレンタル用として登録した。

## 番台毎の概要
すべてのコンテナの両側面左下角部位（荷票挿しの下部）には、製造された年月日が黒字で表記されていたが、後年の塗り替えでは継承されなかった。
また、大部分が後年JR貨物に譲渡(買い上げ)されているが、所有者がJR貨物へと変わったために譲渡直後にはすべての譲渡コンテナの両側面左上角に、やや長方形状のうす緑色地または、青色地にそれぞれ白色抜き文字で『JR貨物』と記した大判シールを貼り付けた。また、同じ両面の中央に黄色地の幅広斜線内に記されていた『日本通運』や、赤色のマル通マークなどはすべて黄色に塗りつぶされた。その後、定期検査時期などに合わせてコンテナ四面の形式記載部位をはじめ、二箇所のシール貼り付け面などの一部をのぞいて元々のコンテナ下地色であったグレーまたは、数は少ないもののC35形から下地色が切り替わった青色にあわせて、全体がそれぞれの一色に塗りかえられた。
※ごく一部の固体は、専属荷主の『Panasonic』カラーとなっていた。

### 0番台

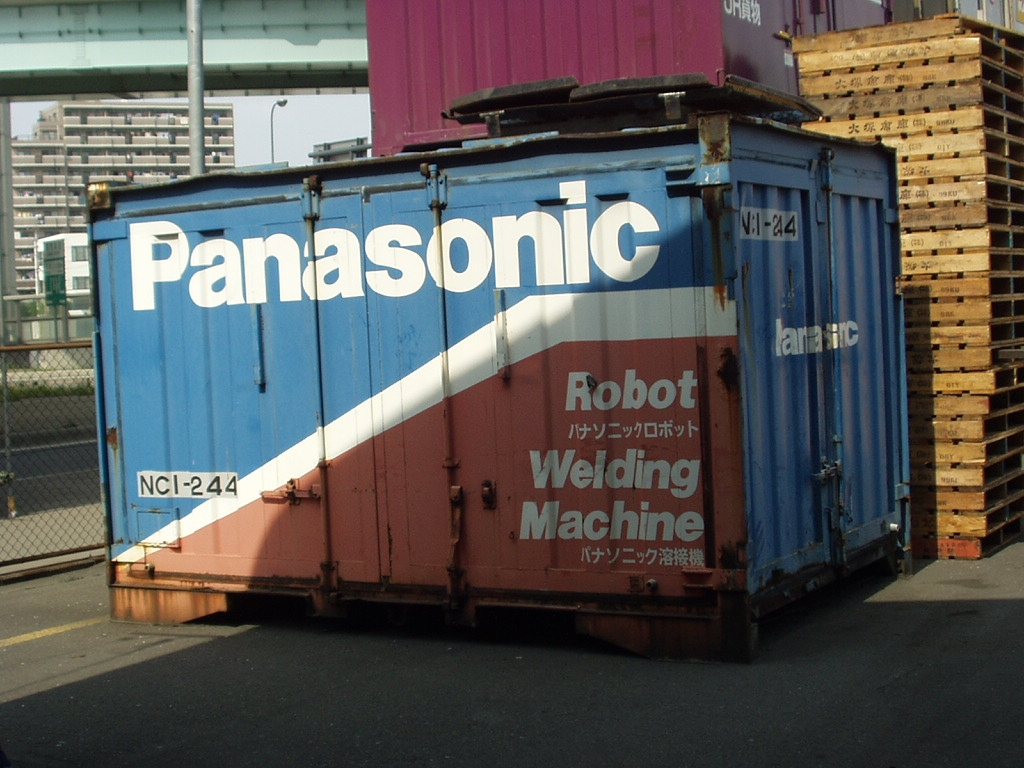
NC1-244　特定荷主専属時代の風景。福岡(タ)にて。

1 - 250（ 250個）
1985年（昭和60年）春に、富士重工業で製作されたロットである。1990年度に当ロットグループを含めて1 - 900番までに在籍していた合計で、695個が登場時に旧国鉄との契約どおり、JR貨物に買い上げられている。

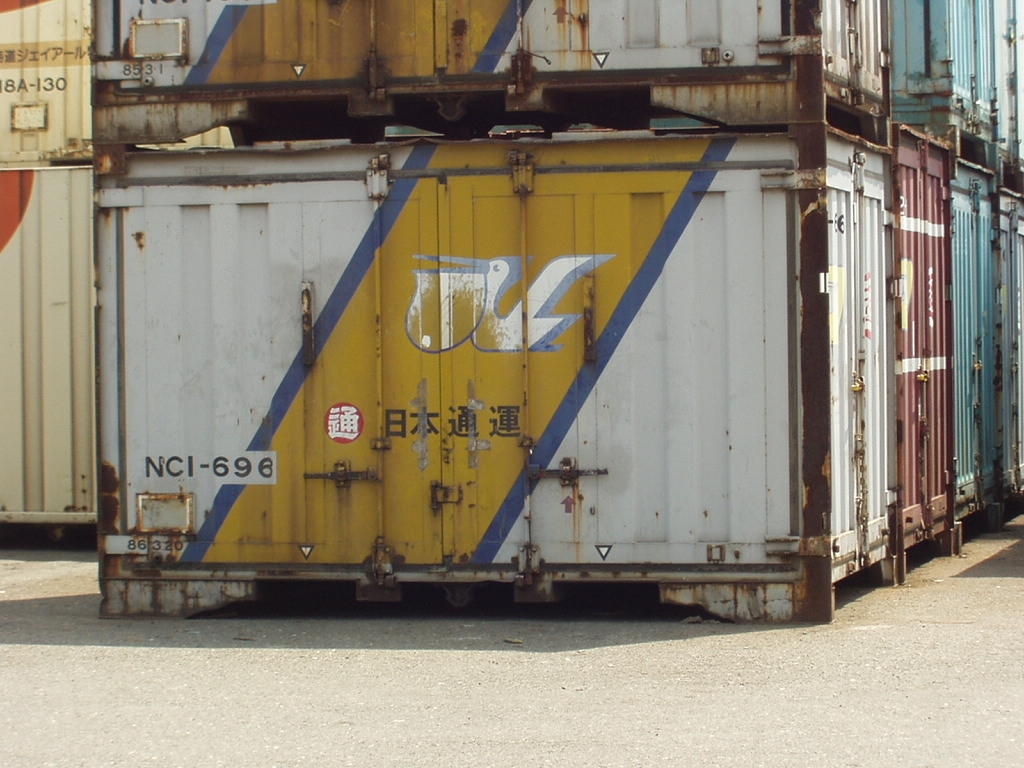
NC1-696　譲渡前の旧、国鉄時代の風景。福岡(タ)にて。

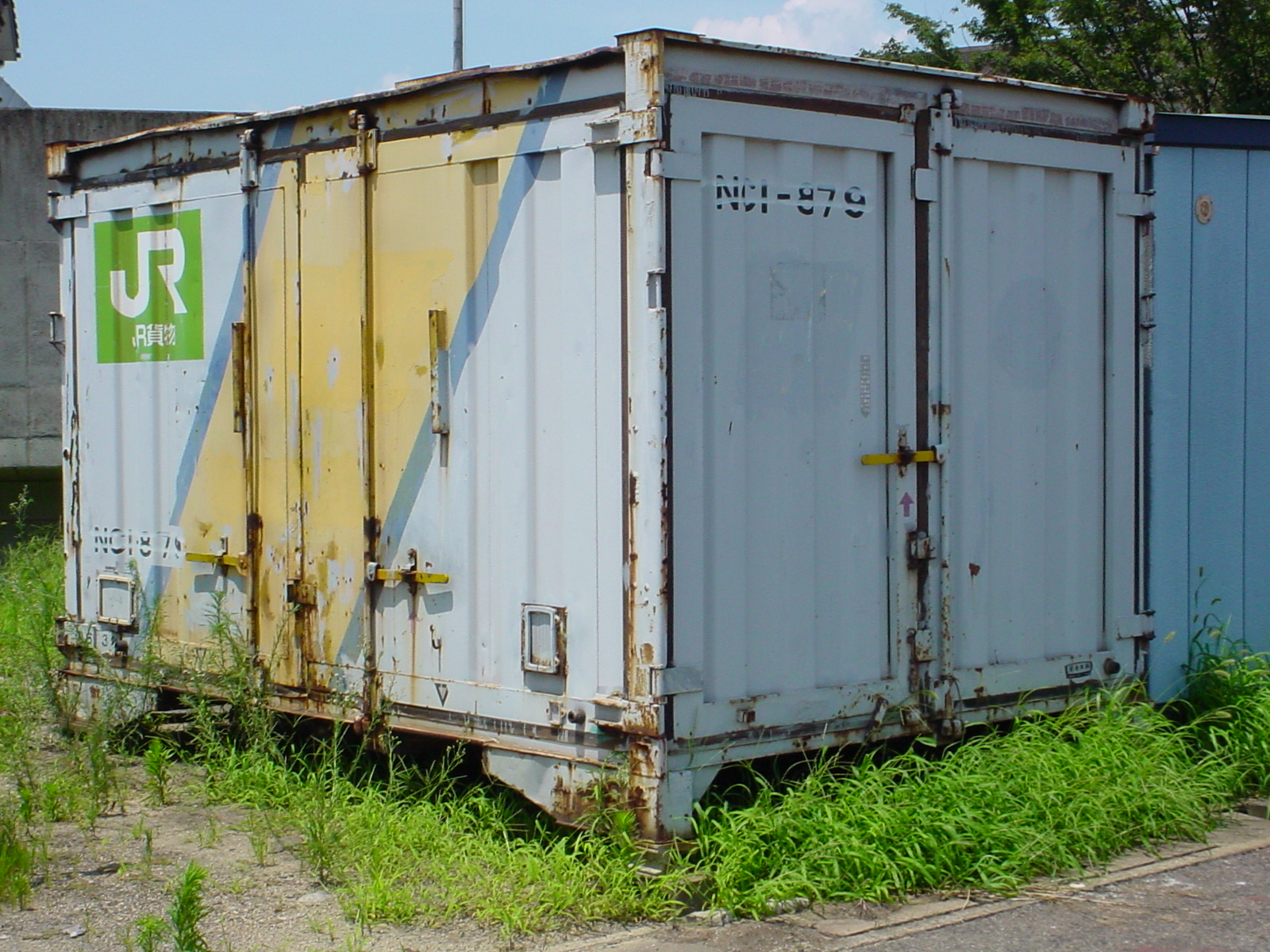
NC1-879　全面塗り替えもなく、譲渡後の比較的早い時期に廃棄されたと思われる風景。
岡山県・倉敷市市内にて、2006年7月30日撮影。

251 - 500（ 250個）
1 - 250のロットと同時期に、東急車輛製造大阪工場で製作されたロットである。1990年度に当ロットグループを含めて1 - 900番までに在籍していた合計で、695個が登場時に旧国鉄との契約どおり、JR貨物に買い上げられている。
501 - 600（ 100個）
1986年（昭和61年）春に、日本車輌製造で製作されたロットである。おもな改善点として、当時多発していたコンテナの扉がロック作業の不完全で走行中に振動により、突発的に開放する事故を防止するために、片妻側面および片側面の計二面の扉には、二重鎖錠用のチェーンロックが追加された。
また1990年度に当ロットグループを含めて、1 - 900番までに在籍していた合計で695個が登場時に旧国鉄との契約どおり、JR貨物に買い上げられている。
601 - 750（ 150個））
501 - 600のロットと同時期に、富士重工業で製作されたロットである。おもな改善点として、当時多発していたコンテナの扉がロック作業の不完全で走行中に振動により、突発的に開放する事故を防止するために、片妻側面および片側面の計二面の扉には、二重鎖錠用のチェーンロックが追加された。
また1990年度に当ロットグループを含めて、1 - 900番までに在籍していた合計で695個が登場時に旧国鉄との契約どおり、JR貨物に買い上げられている。
751 - 900（ 150個））
501 - 600のロットと同時期に、東急車輌製造大阪工場で製作されたロットである。おもな改善点として、当時多発していたコンテナの扉がロック作業の不完全で走行中に振動により、突発的に開放する事故を防止するために、片妻側面および片側面の計二面の扉には、二重鎖錠用のチェーンロックが追加された。
また1990年度に当ロットグループを含めて、1 - 900番までに在籍していた合計で695個が登場時に旧国鉄との契約どおり、JR貨物に買い上げられている。
901 - 970（ 70個））
1986年（昭和61年）夏に、富士重工業で製作されたロットである。大きな特徴としては、構造的にはそれまでの固体と変わらないが、それまでの900個すべてを日本通運が自社で一貫して所有していた。しかし、このグループからは『全国地区通連事業協同組合（現、全国地区通運協会）』所有、日本通運借受となり、この形式では初のリース契約となった。本来、日本通運は直系のリース会社として日通商事を抱えており、以前からUR1形冷蔵コンテナなどでも大量のリースコンテナを借り受けて、全国で運用していた。
しかし今回の901番以降では、すでに前年となる1985年8月に、西松浦通運向けのUV1形通風コンテナリースで実績のあった、通運事業社の業界団体である『全国地区通連事業協同組合』より、日本通運としては初めてのケースとして借り受けていた。
ただし、このコンテナにはリース所有者の記載はなく既存のコンテナとの見分けがつかない。また、これらの特殊な事情によりJR貨物には一切譲渡されず、日本通運としての継続使用はなかった。
971 - 1000（ 30個））
901 - 970のロットと同時期に、東急車輛製造大阪工場で製作されたロットである。また同じリース事情により、JR貨物には譲渡されなかった。

### 補足
1. ↑  そのほかにも国鉄という特殊な組織環境により、地方からの陳情と関係する代議士などからの圧力により新線を開業しても、半永久的に赤字に陥る地方ローカル線の乱立建設も大きな要因の一つであった。
2. ↑  一例として、後に積荷の品質に大きく影響する【湿気対策不良】という致命的な裏目事項となる、国鉄コンテナ初の内張りベニヤ板の全面廃止など。
3. ↑  1983年（昭和58年）に、翌年の『ヤード集約輸送』廃止に向けて既存のC20形および、C21形コンテナを全国の国鉄工場で片妻片側Ｌ字二方向仕様へと改造し、新たにC30形コンテナとして500個を製造した実績があったので全国的な内製化が可能となった。
4. ↑  10月からの輸送開始に備えて、実際には6月より登録受付を開始して、コンテナメーカーに発注していた。
5. ↑  一例として昭和30年代には、山奥の炭焼き小屋から出荷される炭 ・ 山から産出されていた窯業向けの小石に砕いた原材料・ダムや道路建築現場への麻袋入りセメントの輸送など、多岐に渡っていた。
6. ↑  1987年4月の分割民営化で、JR貨物の発足後に旧国鉄から引き継いだ大量の汎用コンテナに貼り付けるために、うす緑色地シールはC31形までの固体カラー用、また青色地シールはC35形用に作られたシールを流用したために、二色のシールが入り乱れて貼り付けられていた。